# Goomah Music
Goomah Music is een onafhankelijk platenlabel uit Zwolle dat in 2006 werd opgericht door Frank Satink en Arjan Domhof.

## Geschiedenis
Goomah Music is een platenlabel en is sinds april 2006 actief in de alternatieve popmuziek. Sinds 1 maart 2009 werkt Goomah Music samen met Excelsior Recordings en V2 Records, wat leidde tot een gezamenlijke organisatie van promotie, verkoop en distributie. In 2010 werd Goomah Music onderdeel van Ev’Hands Productions, een evenementenorganisatie. 
Goomah Music houdt zich bezig met 3 activiteiten; het digitaal, op cd en op vinyl uitbrengen van muziek, management van artiesten en boekingen.
Per 1 januari 2011 worden de activiteiten van Cool Buzz overgenomen door Goomah Music. Sinds 8 januari 2015 is Cool Buzz volledig opgegaan in Goomah Music. Goomah Music richt zich voornamelijk op indie, alternative, pop- en rockmuziek.

## Artiestenoverzicht
Artiesten die bij Goomah Music onder contract staan en werk hebben uitgebracht zijn:
- Pauw
- Bökkers
- The Grand East
- The Hot Sprockets
- Seb Black
- Ben Caplan
- Paceshifters
- Broken Brass Ensemble
- Sticky Fingers
- Lorrainville
- Daniel Norgren
- Giant Tiger Hooch
- The Sillhouettes
- Woody & Paul
- Lowing
- The Horse Company
- Cuban Heels
- Underwelten
- Colossa (Limburgs/Utrechtse gitaarrockband)
- Tommy Ebben (singer-songwriter)
- I Kissed Charles (indiepop-/synthpopband uit Meppel)
- Garcia Goodbye
- de Death Letters (mix van punk en post-rock uit Dordrecht)
- The Rudolfs (rockband uit Katwijk)
- Automatic Sam